# Raúl González (Leichtathlet)
Raúl González (Raúl González Rodríguez; * 29. Februar 1952 in China, Nuevo León) ist ein ehemaliger mexikanischer Geher und Olympiasieger.
Nachdem er bei den Olympischen Spielen 1972 in München mit 20 Jahren Platz 20 im 50-km-Gehen belegt hatte, konnte er sich in den nächsten Jahren als Weltklassegeher etablieren. Im 20-km-Gehen erreichte er bei den Olympischen Spielen 1976 in Montreal Platz 5 und 1980 in Moskau Platz 6. 1977, 1981 und 1983 gewann er den Weltcup, die sogenannte Lugano-Trophy.
Im 50.000-Meter-Bahngehen verbesserte er 1978 (3:52:23,5 h) und 1979 (3:41:38,4 h) die Weltbestleistung. Im 50-km-Gehen auf der Straße verbesserte González den Rekord 1978 gleich zweimal. Der zweite Rekord von 3:41:20 h blieb auch seine persönliche Bestleistung. Bei den  Weltmeisterschaften 1983 in Helsinki wurde er Fünfter.
Bei den Olympischen Spielen 1984 in Los Angeles fehlten die starken Geher aus der Sowjetunion und der DDR wegen des Olympiaboykotts, und Raúl González gewann Gold über 50 km. Auf der 20-km-Distanz gewann er Silber hinter seinem Landsmann Ernesto Canto.
Raúl González ist der bei Olympischen Spielen erfolgreichste Leichtathlet Mexikos. Er wurde von Jerzy Hausleber trainiert.